# Arvid Arisholm
Arvid Arisholm (18 settembre 1888 – 2 febbraio 1963) è stato un calciatore norvegese, di ruolo centrocampista.

## Carriera

### Club
Arisholm vestì la maglia del Mercantile.

### Nazionale
Disputò una partita per la Norvegia, la prima della sua storia. Fu infatti titolare nella sconfitta per 11-3 contro la Svezia, in data 12 luglio 1908.